# Vraný (zámek)
Vraný je zámek ve stejnojmenném městysi v okrese Kladno. Sloužil jako správní centrum panství metropolitní kapituly u svatého Víta. Od druhé poloviny dvacátého byl zámek využíván jako domov důchodců a Ústav sociální péče. Zámecký areál je od roku 1967 chráněn jako kulturní památka.

## Historie
Vraný patřil od roku 1706 metropolitní kapitule u Svatého Víta v Praze, která z něj učinila sídlo nového panství. V letech 1764–1769 (podle Rudolfa Anděla v letech 1785–1794) najala pražského stavitele Josefa Ottu Gabriela Juschku, aby v městečku postavil pozdně barokní zámek. Na přelomu padesátých a šedesátých let devatenáctého století na zámku strávil část dětství spisovatel Svatopluk Čech, jehož pobyt připomíná busta před vchodem.
Ve druhé polovině dvacátého století v zámku fungoval domov důchodců a po něm se budova stala sídlem Domova Vraný určeného pro osoby s mentálním a kombinovaným postižením.

## Stavební podoba
Hlavní zámecká budova je jednopatrová a má tři křídla. Rokokově upravené průčelí hlavního křídla zdůrazňuje rizalit s portálem rámovaným na koso postavenými pilastry. Fasádu zvýšeného prvního patra člení čtveřice pilastrů, které vizuálně podpírají architráv. Nad ním vybíhá prohnutý, zhruba segmentový štít, který se prolíná s atikou. Obdélná okna jsou v přízemí zdobena klenáky a v prvním patře zdobnými supraportami. Přízemní okna rizalitu jsou supraportami zavěšena na kordonové římse. Okna v prvním patře rizalitu mají náročněji řešené supraporty. Vnitřní nádvoří zámku uzavírají hospodářské budovy postavené v devatenáctém století. K památkově chráněnému areálu patří také ohradní zeď s branami.